# Záborszky Gábor
Záborszky Gábor (Budapest, 1950. április 17. – 2023. január 11.) Munkácsy Mihály-díjas magyar festő és grafikus. A Széchenyi Irodalmi és Művészeti Akadémia tagja (2007).

## Életútja
Felsőfokú tanulmányokat a Magyar Képzőművészeti Főiskolán folytatott, a diploma kézhezvétele (1974) után ugyanitt továbbképző tanulmányokra iratkozott be a grafikai és a murális művészeti technikákban, mesterei Kádár György, Kokas Ignác és Kocsis Imre voltak. Pályakezdését a Derkovits-ösztöndíj (1977-1980) segítette. 1980-tól a Képző- és Iparművészeti Szakközépiskolában, 1989-től 1995-ig a Magyar Iparművészeti Főiskolán tanított. A sokszorosító grafikai eljárások és az anyagok beható ismerete jellemzi, a mozaik és a kollázstechnika mesteri szintű alkalmazója saját művészetében is.
Az 1980-as évek második felétől kezdődően fellazuló légkörben számos nemzetközi szakmai kapcsolatot ápolt, 1984-ben részt vett Gradóban a Grafika fémlemezről c. kongresszuson; 1989-ben a Kunstgewerbe Schule Basel és az Akademia Graz vendége volt; 1992-ben részt vett a budapesti IAPMA-kongresszuson; 1994-ben Bonn város ösztöndíjasaként működött; 1995-ben a kiotói Nemzetközi Papír Szimpóziumon vett részt. 1996-ban München város ösztöndíjasa, 1998-ban a Philadelphia University of the Arts (USA) vendége.

## Művészete
Már az 1970-es évek elejétől elfordult a hazai konvencionális művészettől. Korai grafikáiban nagy szerepet játszott a fotó, festményeibe föld-anyagokat, homokelemeket épített be. 1976 óta kiállító művész. A hagyományos sík felület nem elégítette ki, jelentkezett nála a térbe való kilépés igénye, vonzotta a három dimenzió. Nagyméretű „állatfigurái”val az 1985-ös Új szenzibilitás III. című kiállításon jelentkezett. A sárból, törekből, földszínekből való A föld meséi sorozat című nyolc állatfigurájával kapcsolatban később így vall a művész: „Ma már minden darab múzeumokban van. Valami nagyon ősi, atavisztikus élmény volt anyagában, szellemében egyaránt. Ebben az időben láthattam az ősember Lascaux-i barlangját, New Mexico indián falvait, a görög szigeteket. Micsoda ereje van a múltnak, milyen erős a meghatározottságuk!”
Természetes és mesterséges anyagokból keverten formázott domborműveket. Az arany és az ezüst felületeket is műveibe komponálta, s behatóan tanulmányozta a papírmasszát, mint alapanyagot, s ebből alkotta térbe helyezett műtárgyait, amelyek egy-egy motívum, gondolatsor vagy éppen az „anyagból valóság” által váltak egységes sorozatokká, kiállítás együttesekké, köztük Aranykor (1991), Lélek és természet (1994), Üveg és Papír (1994), Karácsonyi kapuk (1995), Panteista lét (2000), Bevezetés az alkímiába (2003), Az akvarellfestő álma (2004).
Művészetének egyedi stílusa hamar feltűnt itthon és a nagyvilágban, számos hazai és külföldi múzeum, galéria őrzi műveit.

## Kiállításai (válogatás)[5]

### Egyéni
- 1976 • Kandó Kálmán Főiskola, Óbuda
- 1977 • Stúdió Galéria, Budapest • G. Sztuki, Toruń • G. Wola, Varsó
- 1978 • Fészek Galéria, Budapest • Uitz Terem, Dunaújváros
- 1980 • Magyar Kulturális Intézet, Varsó • Nemzetközi Sajtóklub, Częstochowa (Lengyelország) • Stúdió Galéria, Budapest
- 1981 • Aktuel Art G. Kéri Ádámmal, Nádler Istvánnal, Stockholm • Pécsi Galéria, Pécs El Kazovszkijjal • Ifjúsági Ház Borbás Klárával, Halász Károllyal, El Kazovszkijjal, Paks • Galerie Slavia, Bréma • Szombathely Almássy Aladárral • Hat új Záborszky Gábor kép, Fiatal Művészek Klubja, Budapest • Madách Galéria Barabás Mártonnal, Vác
- 1982 • Bástya Galéria, Budapest
- 1985 • Lágymányosi Galéria, Budapest (katalógussal)
- 1986 • Atrium Hyatt, Budapest (Barabás Mártonnal, Romváry Jánossal)
- 1987 • Megyei Könyvtár, Békéscsaba • A föld meséi, Dorottya u. Galéria, Budapest (katalógussal)
- 1990 • A változás kora, Vigadó Galéria, Budapest (katalógussal) • Pandora Galéria, Badacsonytomaj
- 1991 • Aranykor, INART Galéria, Budapest
- 1992 • Aranykor, Pécsi Kisgaléria • Spicchi dell Est G. d'Arte Szirtes Jánossal, Róma
- 1993 • Új képek, Pandora Galéria, Budapest
- 1994 • Lélek és természet (Jiro Okurával), Dorottya u. Galéria, Budapest (katalógussal) • Lélek és természet (Jiro Okurával), Művelődési Ház, Nagyatád • Üveg és Papír (Buczkó Györggyel), Fészek Galéria, Budapest
- 1995 • Papírmunkák, Galerie Gaudens Pedit, Lienz (Ausztria) • Karácsonyi kapuk, Pandora Galéria, Budapest
- 1996 • Collegium Hungaricum, Bécs • Lélek és természet (Jiro Okurával), V.A.M. Design Studio • Palmenhaus Atelie Villa Walberta, Feldafing (Németország)
- 1997 • Ca’ d’Oro (Sóváradi Valériával), Fészek Galéria, Budapest • Tekercsek, Rozsics Galéria • Rátz Galéria, Budapest (Barry Parkerral) • CRYC Galerie, Luxemburg
- 1998 • Fővárosi Képtár, Budapest (kat.) • Rátz Galéria, Budapest (kat.)
- 2000 • Panteista lét, Rozsics Galéria, Budapest • Gutenberg-kastély (Fehér Lászlóval, Marta Stamenovval), Weiz • Magyar Fotográfusok Háza, Budapest
- 2001 • Retrospektív kiállítás, Városi Művészeti Múzeum, Győr
- 2002 • Városi Képtár, Győr
- 2003 • Bevezetés az alkímiába, Csikász Galéria, Veszprém
- 2004 • Az akvarellfestő álma, Műcsarnok, Budapest; Viszonylatok (Balla Attilával és Lossonczy Tamással), Barabás-villa, Budapest
- 2005 • Kiállítás az 1975–1985 között készült grafikákból, Zárt Galéria, Budapest
- 2006 • Álom az Etnán, AL Galéria, Budapest
- 2010 • Buczkó György szobrászművész és Záborszky Gábor festőművész kiállítása, Fészek Galéria, Budapest
- 2011 • Szög-függő – Buczkó György és Záborszky Gábor kiállítása, FUGA – Budapesti Építészeti Központ, Budapest
- 2012 • Megkomponált gesztusok, Raiffeisen Galéria, Budapest
- 2016 • Fúgák, Ludwig Múzeum, Budapest
- 2016 • Felfrissített emlékezet, Vasary Képtár, Kaposvár
- 2020 • Auf der suche nach der mitte, Dengler Galerie, Stuttgart

### Csoportos
- 1978 • Fiatal Művészek Stúdiója, Grand Palais, Párizs • Jubileumi Stúdió-kiállítás, Magyar Nemzeti Galéria, Budapest
- 1979–1991 • X–XVI. Országos grafikai biennálé, Miskolci Galéria, Miskolc
- 1978, 1981–1987 • Nemzetközi Grafikai Biennálé, Moderna G., Ljubljana
- 1980, 1984 • Nemzetközi Grafikai Biennálé, Krakkó
- 1980, 1982, 1983, 1985 • International Impact Art Festival, Municipal Museum of Art, Kiotó
- 1980 • XXXIX. velencei biennálé, Velence • Plasztikus képek, képszerű plasztikák, Pécsi Galéria, Pécs
- 1981 • Európai Grafikai Biennálé, Baden-Baden, Németország • Új Szenzibilitás I., Fészek Galéria, Budapest
- 1982 • International Print Show, G. U, Nagoja, Japán • Fotóhasználat a grafikában, Óbudai Galéria, Budapest • B de Paris, Musée d'Art Modern de la Ville de Paris, Párizs
- 1983 • World Print Four, Museum of Modern Art, San Francisco • Új Szenzibilitás II., Óbudai Pincegaléria, Budapest • Magyarok a Párizsi Biennálén, Műcsarnok, Budapest
- 1984 • VIII. Brit Nemzetközi Nyomat Biennálé, Bradford (Egyesült Királyság) • Kortárs Magyar Művészet, Espace Pierre Cardin, Párizs
- 1985 • Új Szenzibilitás III., Budapest Galéria Lajos u., Budapest • Eklektika '85, Magyar Nemzeti Galéria, Budapest
- 1987 • Bélyegképek, Szépművészeti Múzeum (Budapest) • Új szenzibilitás IV., Pécsi Galéria, Pécs • Pécsi Kisgaléria • Kortárs magyar művészet, Galerie der Künstler, München
- 1988 • Making Links, Off Centre D., Bristol • A védtelen elem, Fészek Galéria, Budapest
- 1989 • Primar Bildhauerei, Galerie Griss, Graz • Kortárs Magyar Művészet, Neue Galerie-Sammlung Ludwig, Aachen • Modern magyar mesterművek a Fővárosi Képtárból, Schloss Plankenwarth, Graz
- 1989, 1990 • International Independent Exhibition of Prints, Prefectural Gallery, Kanagawa, Japán
- 1991 • Tisztelet El Grecónak, Szépművészeti Múzeum, Budapest
- 1992 • Medium: Paper, Budapesti Történeti Múzeum, Budapest • Galérianyitó kiállítás, Pandora Galéria, Budapest
- 1993 • II. Nemzetközi Grafikai Biennálé, Győr
- 1994 • 80-as évek – Képzőművészet, Ernst Múzeum, Budapest
- 1995 • Kortárs magyar grafika az Albertina gyűjteményéből, Budapest Galéria, Budapest • Helyzetkép/Magyar szobrászat, Műcsarnok, Budapest
- 1996 • Artaria Alapítvány Gyűjteménye, Szépművészet Múzeum, Budapest • Mítosz, Memória, História, Fővárosi Képtár, Budapest
- 1997 • Galerie an der Brücke, Lienz
- 1998 • Magyarok Polóniában, Zahenta, Varsó
- 1999 • A 90-es évek, Városi Képtár, Győr • I. Országos Papírművészeti kiállítás, Vaszary Képtár, Kaposvár • Rendhagyó emlékezet, Szombathelyi Képtár, Szombathely • Kunstgang, Karmeliterkloster, Frankfurt am Main • Ungarische Künstler in der Sammlung des Internationalen Kinderrettungsdienstes, Galerie Helhof, Kronberg, Németország
- 2000 • Etűdök, 10 éves az Első Magyar Látványtár, Csikász Galéria, Veszprém • A 90-es évek II., Városi Képtár, Győr • Dialógus. Festészet az ezredfordulón, Műcsarnok. 2001 • Szobrászaton innen és túl, Műcsarnok, Budapest • Műtárgyak egy hontalan gyűjteményből. Magyar művészet 1955–1995, Vasarely Múzeum, Pécs
- 2004 • Síkplasztikák – Magyar Festők Társasága kiállítása, Vigadó Galéria, Budapest; Magyar kollázs – országos retrospektív kiállítás, Városi Képtár, Győr;
- 2005 • Plasztikus képek, Karinthy Szalon, Budapest; Living Classics, Városi Művészeti Múzeum, Győr
- 2006 • Magángyűjtemények – A Lützenburger gyűjtemény, UngArt – A Bécsi Collegium Hungaricum Galériája, Bécs; Iránypontok – Válogatás Kokas Ignác tanítványainak munkáiból, Műcsarnok, Budapest
- 2007 • Kortárs magángyűjtemények X. – Bélai György gyűjteménye, Godot Galéria, Budapest; Artinact – Válogatás a Paksi Képtár gyűjteményéből, Paksi Képtár, Paks; Bukarest – Budapest híd, Bartók ’32 Galéria, Budapest; Eredendő természet – A tökéletes pillanat nyomában (Földvári Zsuzsannával, Ottó Lászlóval), Inda Galéria, Budapest
- 2008 • Rendez-vous der Freunde, Dengler und Dengler Galéria, Stuttgart
- 2009 • Festő-szobrászok – festőművészeink szobrai és szobrászaink festett szobrai, Zikkurat Galéria – Nemzeti Színház parkja, Budapest
- 2013 • A fekete szép, Kiscelli Múzeum, Budapest
- 2015 • Egy a tízhez, Mazart Galéria, Budapest
- 2020 • Bilder des Monats, Dengler Galerie, Stuttgart

## Művei közgyűjteményekben
- Albertina, Bécs
- Artpool
- Békés Megyei Könyvtár Grafikai Gyűjteménye, Békéscsaba
- Bibliothek Fredrikstad Grafikai Gyűjteménye (Norvégia)
- Déri Múzeum, Debrecen
- Fővárosi Képtár, Budapest
- Frodell Analytikerna, Stockholm
- Herman Ottó Múzeum, Miskolc
- Szent István Király Múzeum, Székesfehérvár
- Janus Pannonius Múzeum, Pécs
- Kamijamada-cso Város Gyűjteménye
- Kortárs Múzeum, Szkopje
- Krakkó Város Gyűjteménye, Krakkó
- Ludwig Múzeum – Kortárs Művészeti Múzeum, Budapest
- Kunstmuseum, Bonn
- Első Magyar Látványtár, Diszel
- Lengyel Nemzeti Múzeum Képtárai, Wrocław, Szczecin
- Ludwig Múzeum, Budapest
- Lützenburger-gyűjtemény, Böblingen, Németország
- Museum of Graphic Art, Giza
- Magyar Nemzeti Galéria, Budapest
- Municipal M., Kiotó
- Paksi Képtár, Paks
- Petőfi Irodalmi Múzeum, Budapest
- Prefectural G., Kanagawa
- Szombathelyi Képtár, Szombathely
- T'Art Alapítvány
- Városi Képtár, Győr
- Városi Képtár, Zalaegerszeg
- World Print Council, San Francisco
- Xántus János Múzeum, Győr

## Kötetei
- Záborszky; fotó Záborszky Gábor, szöveg Hegyi Lóránd, Lányi András szövegével; Műszaki, Budapest, 1988
- Záborszky; Nyuszifül BT, Budapest, 2000
- Minden változik; Pauker Holding Kft., Budapest, 2018 (Pauker collection)

## Díjai, elismerései (válogatás)
- VI. Norvég Nemzetközi Grafikai Biennále, a nemzetközi zsűri díja, Fredrikstad (1982)
- Munkácsy Mihály-díj (1995)
- Érdemes művész (2006)